# Известия Русского генеалогического общества
Основная статья:  Русское генеалогическое общество.
Известия русского генеалогического общества — научно-историческое издание Русского генеалогического общества в Российской империи (1900—1911), в задачу которого входило активизация историко-генеалогических исследований и распространение генеалогических знаний.
«Известия» выходили в свет, по мере накопления материалов и на своих страницах отражали, в соответствии с целями и задачами Русского генеалогического общества (далее РГО), исследования, заметки и материалы политической, бытовой и родословной истории Российского дворянства (включая изучение служилого класса допетровской Руси). В материалах изданий отражены исследования о государственных учреждениях, исторических этюдах по политической, экономической и культурной истории служилого класса, детальными биографиями отдельных лиц, княжеских и дворянских родов. Отражено очень много критики сведений родословных энциклопедий.
Ввиду неразработанности материалов для истории и генеалогии русского дворянства, при большом количестве семейных и частных архивов, о которых не имеется сведений в исторической литературе, в изданиях введены отделы «хроники» и «вопросов и ответов», в которых отражены интереснейшие сообщения.
На страницах изданий печатали свои научные работы и исследования известнейшие историки и генеалоги: Н. П. Лихачёв, В. В. Руммель, А. Б. Лобанов-Ростовский, Л. М. Савёлов, С. Д. Шереметьев, Д. Ф. Кобеко, Н. В. Метляев, Ю. В. Татищев и другие.
После Октябрьской революции, выпуск «Известий» было прекращено (1923). Выпуск издания «Известия русского генеалогического общества» возобновлён (с 1994).